# Ataque na Catedral Metropolitana de Campinas em 2018
No dia 11 de dezembro de 2018, Euler Fernando Grandolpho, de 49 anos, atacou a Catedral de Nossa Senhora da Conceição, localizada no centro de Campinas, São Paulo, armado com duas armas, uma pistola 9 mm e um revólver calibre 38. Ele abriu fogo contra os fiéis ao final da missa iniciada às 12h15 e matou cinco pessoas, deixou outras três feridas e cometeu suicídio em um dos altares da igreja após ser atingido por um tiro efetuado por um policial militar.

## O ataque
De acordo com os investigadores, o analista de sistema Euler Fernando Grandolpho, de 49 anos, residente em Valinhos, sentou-se entre os fiéis e aguardou até a missa acabar. Enquanto o cântico final era entoado, levantou-se e virou para o fundo da Igreja para atirar contra os presentes por volta de 13h15. Ao se levantar, atirou primeiro em direção às pessoas que estavam sentadas logo atrás dele e, em seguida, começou a se deslocar até o altar principal. Euler usou um revólver e uma pistola calibre 9 mm para realizar os disparos. Segundo testemunhas, ao menos 20 tiros foram disparados dentro da Catedral.
Euler chegou a trocar tiros com a Polícia Militar que circundava a Praça Dom João Nery e imediatamente se dirigiu para o interior da Igreja e foi alvejado no tórax. Caído, ele então tirou a própria vida em um dos altares laterais ao dar um tiro na própria cabeça. No momento do crime, a polícia estava mobilizada para combater um roubo a banco que estava em andamento no centro da cidade. Ele ainda tinha 28 cartuchos em carregadores, dentro da mochila.
A PM trabalha com a hipótese de que o crime tenha sido premeditado, visto que o atirador utilizou munição suficiente para matar as vítimas e deixou apenas uma bala para cometer suicídio. O ataque vinha sendo planejado desde 2008, segundo anotações em um diário encontrado na casa do atirador. A motivação do ataque, no entanto, ainda é desconhecida e Euler não tinha passagem pela polícia.

## Autor

Euler Fernando Grandolpho.

Euler Fernando Grandolpho (Valinhos, 8 de março de 1969 – Campinas, 11 de dezembro de 2018) era um analista de sistemas que morava com o pai, que é viúvo, em um condomínio de Valinhos.
Segundo a polícia, apesar da profissão do atirador ser analista de sistemas, na ficha de identificação civil consta que ele era publicitário. Grandolpho também chegou a trabalhar como auxiliar de promotoria no Ministério Público do Estado de São Paulo e exonerou-se em julho de 2014. Um perfil em uma rede social diz que ele estudou na UNIP e no Colégio Técnico da Unicamp.
Grandolpho não tinha antecedentes criminais, mas chegou a registrar boletins de ocorrência por perseguição e injúria. De acordo com a Polícia Civil, a família informou que o atirador era bastante recluso, costumava ficar dentro do quarto, saía muito pouco de casa e chegou a fazer tratamento contra depressão. Familiares também temiam que ele "cometesse suicídio". Não havia relações entre o atirador e as vítimas, e ele não era um frequentador da Catedral Metropolitana.

## Vítimas

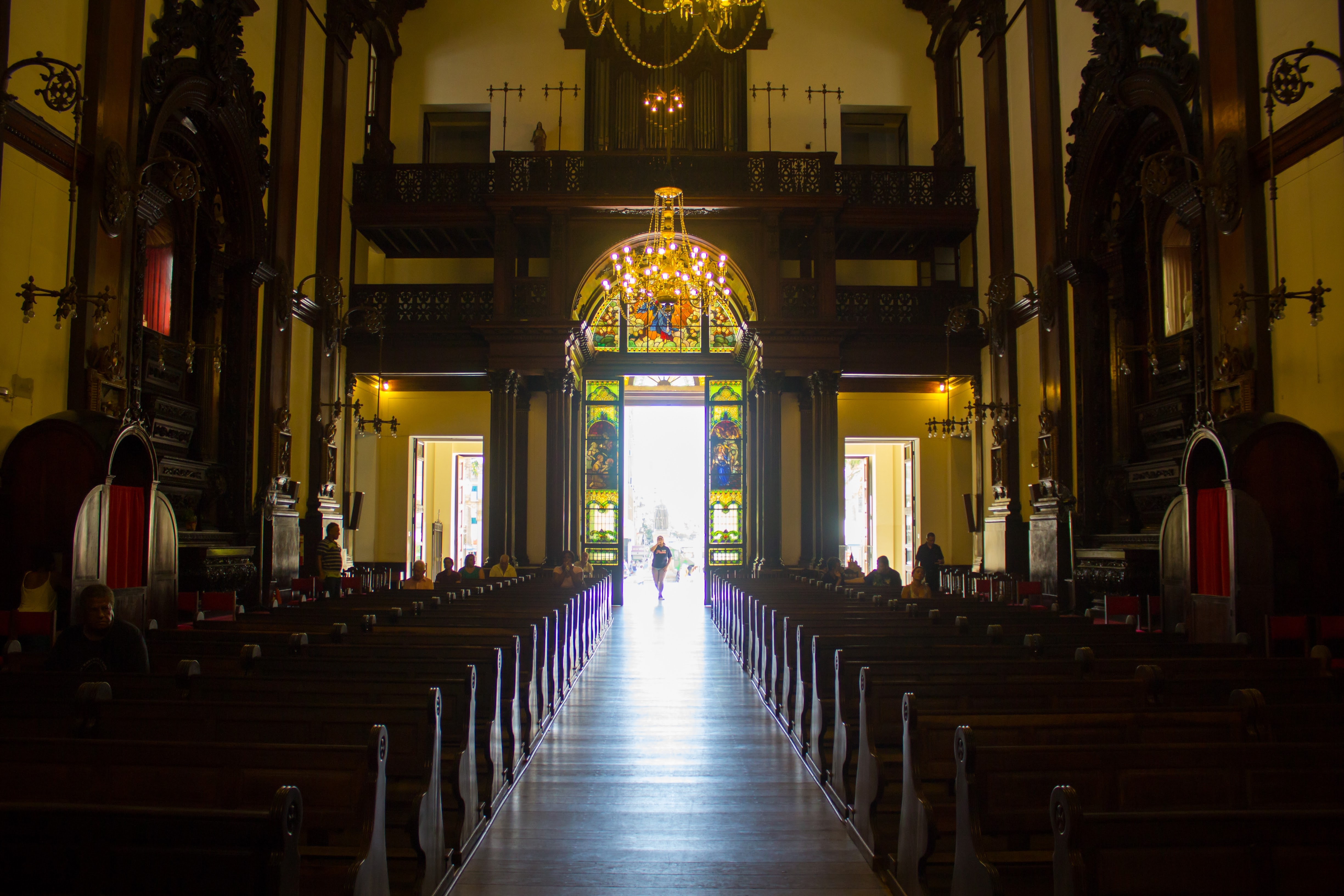
Interior da Catedral de Campinas.

O atirador matou cinco homens: Sidnei Vitor Monteiro, José Eudes Gonzaga, Cristofer Gonçalves dos Santos, Elpídio Alves Coutinho e Heleno Severo Alves; e cometeu suicídio em seguida. Equipes do SAMU e dos bombeiros foram enviadas ao local por volta das 13h20. Alves, de 84 anos, que foi atingido por dois disparos nas regiões do tórax e abdômen chegou a ser levado ao Hospital Mario Gatti, mas morreu no dia seguinte devido aos ferimentos. Jandira Prado Monteiro, de 65 anos, mãe de Sidnei Monteiro, teve lesões em uma das mãos e tórax e foi socorrida no mesmo hospital, mas estando fora de risco, recebeu alta no dia seguinte.
Maria de Fátima Frazão Ferreira, de 68 anos, foi levada ao Hospital de Clínicas da Unicamp após ser baleada em uma das pernas e recebeu alta. O quarto ferido foi um homem de 64 anos, que foi atingido por dois tiros de raspão e foi socorrido ao Hospital Beneficência Portuguesa. Ele também teve alta poucos dias depois do ocorrido.
A Catedral ficou cercada pelas forças de segurança até o final do dia. Na hora do ataque, houve grande correria no centro da cidade, principalmente na Rua 13 de Maio, paralela à Catedral e uma das mais movimentadas do comércio local. Em nota, a Arquidiocese de Campinas informou que não sabia a motivação do crime e que a igreja seguiria fechada para atendimento às vitimas e investigação da polícia.

## Repercussão
O prefeito de Campinas, Jonas Donizette (PSB), decretou luto oficial de três dias. Por meio de nota, a prefeitura disse: "O prefeito Jonas Donizette está estarrecido com o brutal crime e dedica suas orações às vítimas e suas famílias. Continuaremos mobilizados acompanhando os acontecimentos. É uma tarde de dor pra Campinas ... mostra um pouco o retrato complexo da nossa sociedade", disse Donizette.
O governador eleito, João Doria (PSDB), lamentou a morte das vítimas pelas redes sociais. "Minha solidariedade aos familiares das quatro vítimas que foram cruelmente assassinadas na Catedral Metropolitana de Campinas nessa tarde".
O presidente Michel Temer afirmou, por meio de sua conta no Twitter, ter ficado "profundamente abalado" com a notícia. "Profundamente abalado pela notícia desse crime cometido dentro da Catedral de Campinas, apresento minhas condolências aos familiares das vítimas. E rezo para que os feridos tenham rápida recuperação", escreveu.
A notícia do atentado dentro da Catedral Metropolitana se espalhou pelos principais veículos de comunicação ao redor do mundo, como, por exemplo, Diário de Notícias (Portugal), The New York Times, CNN, CBS (Estados Unidos), BBC (Reino Unido), El País (Espanha) e El Clarín (Argentina).
Clubes de futebol de Campinas também se solidarizaram com as vítimas do ataque. Pelo Twitter, o Guarani Futebol Clube dedicou os "mais sinceros sentimentos às famílias e amigos [das vítimas]". A mensagem é acompanhada por uma imagem da catedral com a hashtag #LutoporCampinas. A Associação Atlética Ponte Preta também se manifestou pela rede social, lamentando a tragédia.
Por meio de uma publicação no Facebook, a Arquidiocese de Campinas lamentou o ocorrido: "Contamos com as orações de todos neste momento de profunda dor". O padre que rezava a missa logo antes do atentado, Amaury Thomazzi, pediu em um vídeo postado na internet orações pelas vítimas, pelo próprio atirador, e pediu a intercessão da Imaculada Conceição pela situação vivida.
O Papa Francisco enviou um telegrama à Arquidiocese de Campinas, lamentando a tragédia. O pontífice pediu que todos se esforçassem para perdoar e fazer prevalecer o “amor sobre o ódio e a vingança”. No texto, o Papa "convida a todos, diante deste momento de dor, a encontrar conforto e forças em Jesus Ressuscitado, pedindo a Deus que a esperança não esmoreça nesta hora de prova". O telegrama em nome de Francisco foi assinado pelo secretário de Estado do Vaticano, cardeal Pietro Parolin.